# Petita Palma

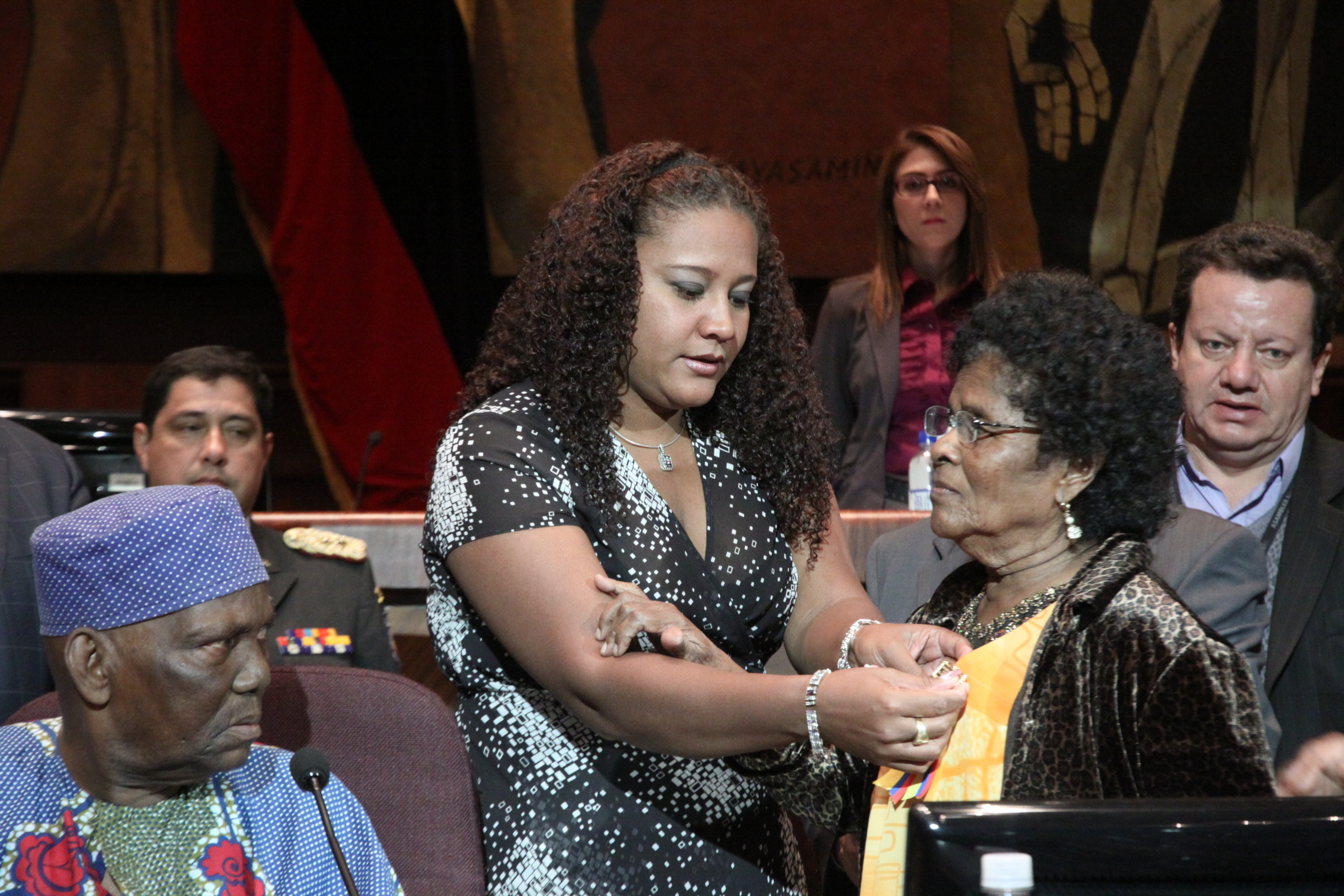
Petita Palma (à droite) reçoit une décoration à l'Assemblée nationale de l'Équateur en 2011. À gauche, Guillermo Ayoví Erazo.

Petita Palma (4 mars 1927, Carondelet, San Lorenzo) est une musicienne afro-équatorienne spécialiste de la marimba et plus généralement des musiques traditionnelles d'Esmeraldas. Au cours de sa longue carrière au service des la musique et de la culture de sa région, Petita Palma a reçu des distinctions dont le Prix Eugenio-Espejo en 2007 ou le doctorat Honoris Causa de la PUCE en 2024. Elle est également distinguée par l'Assemblée nationale en 2011 aux côtés de Guillermo Ayoví Erazo,,.

## Biographie
Petita Palma nait le 4 mars 1927 dans une famille de paysans de Carondelet, un village du canton de San Lorenzo, dans le nord de la province d'Esmeraldas. Son grand-père, Ascencio Palma, fabrique des marimbas, sa mère est chanteuse, son père est également un grand connaisseur des marimbas, de la fabrication jusqu'à la pratique musicale. L'enfance de Petita Palma s'est déroulée dans ce milieu rural, entourée par "la nature, le murmure de l'eau", mais aussi par "les récits de (ses) grands-parents, fidèles gardiens de (son) héritage africain". Pour faire vivre à son tour cet héritage culturel et musical, Petita Palma se consacre à la musique et en particulier à l'art de la marimba. Elle commence avec un groupe composé d'elle-même et de trois guitaristes avec le titre El Bambuco, une chanson dans le style traditionnel accompagnée de danses. La chanson Andarele ("allons-y" dans le parler local) popularisée par le groupe provient de musiques traditionnelles du canton de Rioverde.
En 1968, Petita Palma fonde une école de Marimba afin de transmettre la musique, les chants, la danse et la poésie aux générations suivantes. Elle fonde quelques années plus tard, en 1972, le groupe Tierra Caliente, avec lequel elle se déplacera notamment en Colombie, au Panama, au Venezuela, au Pérou, au Mexique et aux États-Unis. 
Petita Palma, la « matrone du folklore afro-esmeraldien », a reçu au cours de sa carrière de nombreuses distinctions, dont le prix Eugenio-Espejo, une médaille du mérite culturel de l'Assemblée Nationale en 2011 conjointement avec le marimbero Papá Roncón, et un doctorat honoris causa de l'Université pontificale catholique d'Équateur en 2024. 
Petita Palma a deux enfants, Anita et Alberto Castillo. Son fils Alberto a pris sa succession à la tête du groupe Tierra caliente et de son école de marimba, qui fonctionnait toujours en 2017.